# 56式班用機槍
1956年式班用機槍（英語：Type 56 Light Machine Gun），簡稱56式機槍，是前蘇聯RPD輕機槍的中華人民共和國仿製型。发射7.62×39毫米苏联口徑中間型威力步枪子彈。

## 設計
56式班用機槍仿制自蘇聯的RPD第三型，內部設計與其完全相同。
56式擁有兩根可以疊起來的兩腳架。其彈藥從彈鼓中透過一條100發子彈的金屬彈鏈輸送。彈鼓裝在機匣下方，彈鏈從左邊進入機匣。
56式使用7.62×39毫米子彈，但因使用專門的金屬彈鏈來給彈，並無法直接使用一般步槍的彈匣。56式的槍托和手柄是木製的，其餘部分是鋼製的。
在致動機制方面，56式採用瓦斯氣壓傳動式，在槍機左右兩側各有一突耳，利用這兩個突耳，使槍機與槍機容納部完成閉合，屬於典型的狄格帖諾夫設計。

## 使用历史
1950年代，中華人民共和國在蘇聯的幫助下建立起自己的軍工業。在當時接受大量蘇聯援助的情況下，武器的研製也是從全面引進的基礎上開始起步。各項技術數據、生產設備甚至樣品都是直接從蘇聯引進。
1956年，中國人民解放軍定型了56式槍族並開始量產。與56式班用機槍同一年定型的還有仿製SKS的56式半自動步槍和仿製AK的56式自動步槍，是為56式槍族。
在50年式末56式槍族大量裝備中國人民解放軍，取代原本服役的中國製53式步騎槍、日本三八式步槍和美國M1903春田步槍成為中國人民解放軍的制式步兵武器。
56式亦是中國人民解放軍在中印边境战争、中苏边界冲突、越南戰爭、中越战争的班兵裝備之一，而當時一個陸軍步兵班的典型配置是：兩把56式自動步槍、兩挺56式班用機槍、七把56式半自動步槍（实际上中越战争时期参战部队多装备为56式自动步枪和56式轻机枪，56式半自动步枪为精确射击时使用）。

## 衍生型
- 56-1式

與RPD的第五型相同。

## 使用國
- ：從中國大量進口。
- 玻利维亚
- 柬埔寨：紅色高棉政權時期由中國軍援。
- 中华人民共和国
  - 中國人民解放軍（已被95式班用機槍所取代）
  - 中國人民武裝警察部隊
- 爱沙尼亚：在蘇聯解體恢復獨立後從中國進口用以裝備愛沙尼亞國防軍，目前已退役。
- ：寮國內戰期間巴特寮曾獲中國和北越軍援。
- 巴基斯坦：從中國進口。
- 斯里蘭卡[1]
- 泰國：越南戰爭期間繳獲。
- 多哥
- 越南：越南戰爭期間獲中國軍援大量56式。
  - 越南人民軍